# Malching (Maisach)
Malching ist ein Ortsteil der Gemeinde Maisach im Landkreis Fürstenfeldbruck.

## Lage
Das Pfarrdorf Malching liegt etwa eineinhalb Kilometer westlich von Maisach.

## Geschichte
Im 8. und 9. Jahrhundert wurde Malching mehrfach in den Freisinger Traditionsbüchern erwähnt, die sich größtenteils auf das niederbayerische Malching beziehen. Der Maisacher Gemeindeteil gehörte zum Ur-Grundbesitz des Augustiner-Chorherrenstifts Bernried ab 1121. Die Vogteirechte hatten die Estinger Hofmarksherren seit 1206 inne. Im 15. Jahrhundert wurde die Pfarrei Malching dem Kloster inkorporiert. 1440 ist noch von den Dorfgerichten Obermalching und Untermalching (das heutige Malching) die Rede. Vom 16. Jahrhundert bis zur Säkularisation war Malching eine geschlossene Bernrieder Hofmark.

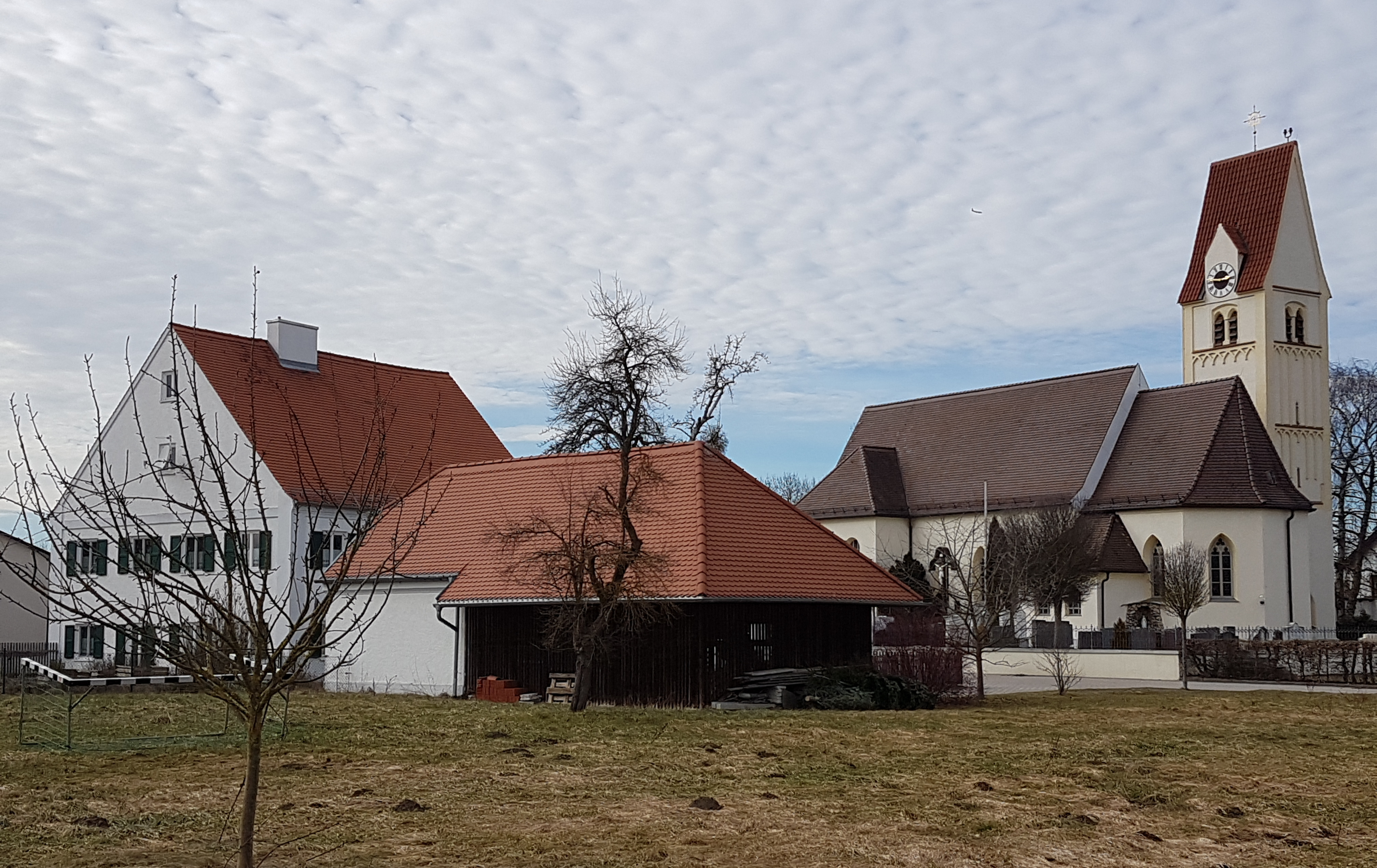
St. Margareth mit Pfarrhaus

Mit dem Gemeindeedikt von 1818 wurde die Gemeinde Malching geschaffen. Zu ihr gehörten die Orte Untermalching, Galgen, Lindach, Neu-Lindach und Obermalching. 1971 hatte die Gemeinde 870 Einwohner, wovon 233 Einwohner auf (Unter)Malching fielen. Mit Ausnahme des Dorfes Lindach und der Siedlung Neu-Lindach (die an die Stadt Fürstenfeldbruck fielen) wurde die Gemeinde am 1. Januar 1978 nach Maisach eingegliedert.

## Baudenkmäler

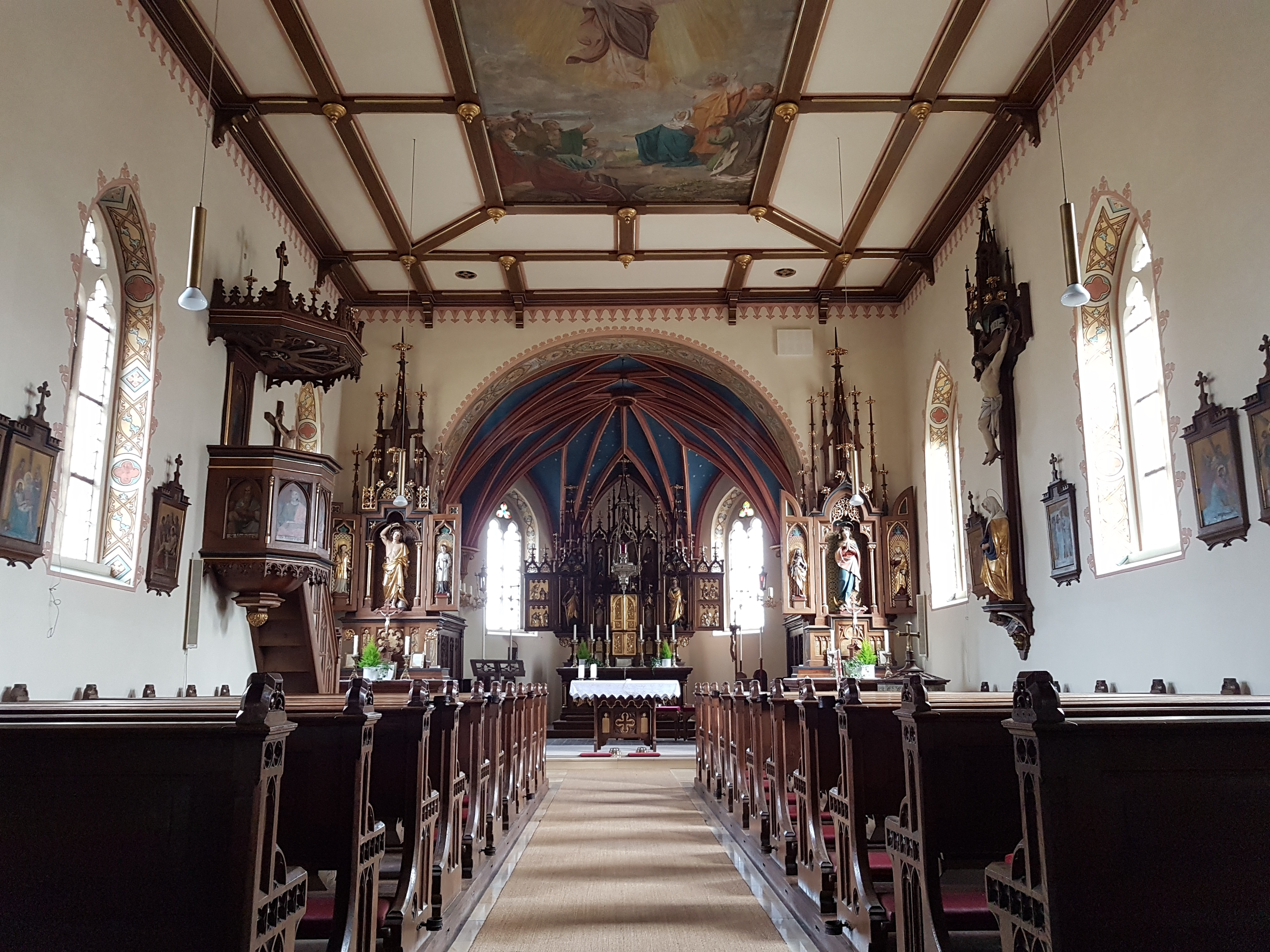
St. Margareth, Innenraum

- Pfarrkirche St. Margareth. Ein Saalbau mit stark eingezogenem spätgotischem Polygonalchor, Chorflankenturm und angefügter Sakristei, die 1675 barockisiert und 1883/85 regotisiert wurde. Eine Erweiterung des Langhauses nach Westen fand im Jahre 1936 durch Richard Steidle statt. Die Kirche besitzt eine neugotische Ausstattung.
- Ehemaliges Pfarrhaus. Ein zweigeschossiger Satteldachbau mit Putzgliederung aus der 1. Hälfte des 19. Jahrhunderts.

## Infrastruktur
Malching besitzt seit 1927 einen Haltepunkt an der Bahnstrecke München–Augsburg. Seit 1988 ist er Teil des Münchener S-Bahn-Netzes und wird durch die Linie S3 bedient.
Im Ort befinden sich ein Stützpunkt der Freiwilligen Feuerwehr und das Vereinsgelände des SC Malching.
Südwestlich des Ortsrandes liegt ein großer Solarpark der Phoenix Solar AG.